# Джо Ворралл
Джозеф Адріан Ворралл (англ. Joseph Adrian Worrall, нар. 10 січня 1997, Ноттінгем, Англія) — англійський футболіст, центральний захисник клубу «Бернлі».

## Ігрова кар'єра

### Клубна
Джо Ворралл народився у місті Ноттінгем і в 2011 році приєднався до клубної академії місцевого «Ноттінгем Форест». В січні 2016 року футболіст відправився в оренду до клубу Другої ліги «Дагенем енд Редбрідж». В складі цього клубу Ворралл дебютував на професійному рівні і забив перші голи в дорослому футболі.
Після повернення до «Ноттінгема», 29 жовтня 2016 року Ворралл провів першу гру в складі «Форест». Сезон 2018/19 захисник також провів в оренді - в шотландському «Рейнджерс». Після повернення з оренді Ворралл зайняв місце ключового гравця центру захисту команди. В сезоні 2021/22 саме допоміг команді через перехідний плей - оф вийти до Прем'єр-ліги. За результатами того сезону Ворралл потрапив до символічної "команди сезону" Чемпіоншипу.
6 серпня 2022 року у матчі проти «Ньюкасл Юнайтед» Ворралл дебютував в англійській Прем'єр - лізі. Сезон в АПЛ футболіст провів як капітан «Ноттінгем Форест».
Другу частину сезону 2023/24 Джо Ворралл провів в оренді в турецькому «Бешикташі». Після повернення з оренди футболіст залишив «Ноттінгем Форест» і перейшов до «Бернлі», з яким підписав контракт на чотири роки.

### Збірна
У 2017 році Джо Ворралл виступав за збірні Англії (U-20) та молодіжну збірну Англії.

## Досягнення
Ноттінгем Форест
- Переможець перехідного плей - оф Чемпіоншипа: 2022[14]

Бешикташ
 Переможець Кубка Туреччини: 2023/24
Індивідуальні
- Гравець сезону в «Ноттінгем Форест»: 2020/21
- Символічна команда сезону Чемпіоншип: 2021/22[15]